# Sanna Nielsen
Sanna Nielsen (rojena kot Sanna Viktoria Nielsen), švedska pevka, * 27. november 1984, Skåne, Švedska.
Sanna je leta 2014 na Pesmi Evrovizije prestavljala Švedsko in s skladbo Undo zasedla končno tretje mesto.
Večkrat je sodelovala na domačih švedskih festivalih in osvojila več nagrad. Trenutno je ena izmed bolj popularnih pevk v Skandinaviji.

## Albumi
- 1996: Silvertoner
- 1997: Min önskejul
- 1999: Människan och skapelsen
- 2006: Nära mig, Nära dig
- 2007: Sanna 11-22
- 2008: Stronger
- 2011: I’m in Love
- 2012: Vinternatten
- 2013: Min jul
- 2014: 16 bästa
- 2014: 7